# متلازمة انحلال الدم اليوريمي اللانمطي
متلازمة انحلال الدم اليوريمي اللانمطي هو مرض نادر للغاية يشكل تهديداً على الحياة، غالباً ما يكون وراثي المنشأ، وفي معظم الحالات تتم السيطرة عليه بشكل كبير عن طريق دواء إيكوليزوماب، الذي يسمح بنسبة تعافٍ كبيرة.

## العلامات والأعراض
يمكن أن تشمل العلامات السريرية آلاماً في البطن وارتباكاً وتعباً وتورماً وغثياناً وغالبًا ما تظهر الإصابة بالإسهال بالإضافة إلى فقر الدم مجهول السبب. ومع آلام البطن الحادة والإسهالات الدموية غير العادية قد تكشف الاختبارات أيضاً عن انخفاض مستويات الصفائح الدموية ونسبة مرتفعة من هيدروجين اللاكتات (LDH) وهي مادة كيميائية تنطلق من الخلايا التالفة، وانخفاض الهيبتوغلوبين (يدل على انهيار خلايا الدم الحمراء) وارتفاع الكرياتينين (يدل على ضعف الكلى) وارتفاع البروتينية (يدل على إصابة الكلى). غالباً ما تظهر بشكل مفاجئ العلامات والأعراض الجهازية مثل الفشل الكلوي وارتفاع ضغط الدم والنوبة القلبية والسكتة الدماغية ومضاعفات الرئة والتهاب البنكرياس وتماوت أنسجة الكبد واعتلال الدماغ.ويمكن أن يحدث فشل في الجهاز العصبي والقلب والكلى والجهاز الهضمي وكذلك الوفاة بشكل غير متوقع.

## الأمراض المصاحبة
وجدت إحدى الدراسات أن نحو 25% من المصابين بمتلازمة انحلال الدم اليوريمي اللانمطي يعانون من الأمراض المصاحبة الشائعة، والتي تشمل ارتفاع ضغط الدم الخبيث (30%)، اعتلال الأوعية الدموية التخثري  TMA للمرضى الذين خضعوا لزراعة الأعضاء (23%)، اعتلال الأوعية الدموية التخثري المرتبط بالحمل (21%)، اعتلال الكلى الغشائي (17%)، وأمراض جهازية مثل الذئبة الحمامية الجهازية (SLE) أو التصلب الجهازي التدريجي (PSS) (6%)، والأورام الخبيثة (1%).
يمكن أن يؤدي وجود طفرات في البروتينات التنظيمية المكملة أو تغيرات مرتبطة بالأمراض في الجينات التي تشفر هذه البروتينات إلى الاستعداد الجيني لاعتلال الأوعية الدموية التخثري TMA. ويسرع من إصابة الأشخاص بنوبات من متلازمة انحلال الدم اليوريمي اللانمطي وجود إحدى محفزات المرض المعروفة (العدوى، الحمل، الجراحة، الصدمة) بالإضافة إلى الأمراض الجهازية الأخرى (ارتفاع ضغط الدم الخبيث، الذئبة الحمامية، السرطان).

## الآلية
عند الأفراد الأصحاء يهاجم النظام المناعي المتمم الأجسام الغريبة، وهو منظم بشكل كبير حتى لا يتلف الأنسجة والأعضاء السليمة، لكن عند المصابين بمتلازمة انحلال الدم اليوريمي اللانمطي بُرهن أن النشاط الحاد غير المسيطر عليه للنظام المناعي المتمم ينتج العامل المضاد H للأجسام المضادة أو طفرات جينية في عدة بروتينات تنظيمية متممة، (مثل العامل H، العامل HR1 أو HR3، البروتين العامل المساعد الغشائي، العامل I، العامل B، المكمل C3، والترومبوموديولين) مما يؤدي إلى تنشيط الصفائح الدموية وتلف الخلايا البطانية (التي تبطن الأوعية الدموية) وتفعيل خلايا الدم البيضاء، مما يؤدي إلى اعتلال الأوعية الدموية التخثري الجهازي والذي يتجلى بانخفاض عدد الصفائح الدموية وانحلال الدم وتلف الأعضاء المتعددة وغالباً الموت.

## التشخيص
متلازمة انحلال الدم اليوريمي اللانمطي ليست المرض الوحيد الذي يسبب اعتلال الأوعية الدموية التخثري، وهذه الحقيقة تجعل التشخيص التفريقي ضرورياً. حيث تعد فرفرية نقص الصفيحات التخثرية (TTP) ومتلازمة انحلال الدم اليوريمي الناجمة عن الإشريكية القولونية المنتجة لذيفان الشيغا (STEC-HUS) من أسبابه أيضاً، ويمكن إجراء اختبارات محددة للتمييز بين هذه الأمراض. وقد يظهر اعتلال الأوعية الدموية التخثري كعرض ثانوي للذئبة الحمامية الجهازية وارتفاع ضغط الدم الخبيث والتصلب الجهازي التدريجي (المعروف أيضاً باسم تصلب الجلد) ومتلازمة HELLP (انحلال الدم واختلال وظائف الكبد والصفائح الدموية المنخفضة) والتفاعل الدوائي السمي (مثل الكوكايين، السيكلوسبورين، التاكروليموس). بالرغم من هذا ينبغي إجراء متابعة تشخيصية مناسبة لتحري الإصابة بمتلازمة الدم اليوريمي اللانمطي.
تتداخل العلامات والأعراض العصبية والكلى المرتبطة بمتلازمة الدم اليوريمي اللانمطي مع أعراض فرفرية نقص الصفيحات التخثرية، ومع ذلك فإن فرفرية نقص الصفيحات هي في المقام الأول اضطراب مناعي ذاتي يستدل عليه مخبرياً بانخفاض مستويات الأنزيم ADAMTS13.
بشكل مشابه تتداخل أعراض الجهاز الهضمي بين متلازمة انحلال الدم اليوريمي اللانمطي وبين متلازمة انحلال الدم اليوريمي الناجمة عن الإشريكية القولونية المنتجة لذيفان الشيغا، وللتفريق بينهما تؤخذ عينات من براز المرضى الذين يعانون من الإسهال أو أعراض أخرى من الجهاز الهضمي لتحري وجود مادة الشيغا السمية، فوجود هذه المادة يستبعد بشكل كبير الإصابة بمتلازمة انحلال الدم اليوريمي اللانمطي لكن لا يسبتعده بشكل كامل.

## العلاج

### استبدال/تسريب البلازما
بالرغم من استخدام استبدال/تسريب البلازما بشكل متكرر لا يوجد ما يثبت سلامته أو فاعليته في علاج المتلازمة، كما يحمل مخاطر عديدة بما في ذلك خطر العدوى وردود الفعل التحسسية والتخثر وفقدان الوصول إلى الأوعية الدموية.
توصي المبادئ التوجيهية الصادرة عن المجموعة الأوروبية لدراسات الأطفال حول HUS بالإدارة السريعة لتبادل البلازما أو تسريب البلازما (PE / PI)، وتُدار بشكل مكثف يوميًا لمدة 5 أيام ثم مع تقليل التردد. لكن الجمعية الأمريكية لفصل الدم تقدم توصية «ضعيفة» لاستبدال البلازما لعلاج aHUS، بسبب ضعف الأدلة التي تدعم استخدامها. على الرغم من أن بعض المرضى قد شهدوا تحسناً في عدد خلايا الدم الحمراء والصفائح الدموية، إلا أن علاجات البلازما بشكل عام لم تسفر عن شفاء كامل.

### إيكوليزوماب
إيكوليزوماب هو جسم مضاد وحيد النسيلة يسوق تحت اسم تجاري هو سولاريس ويبدو أنه مفيد لمتلازمة انحلال الدم اللانمطية، حيث وافقت إدارة الغذاء والدواء الأمريكية (FDA) عام 2011عليه كدواء وحيد لعلاج الأشخاص المصابين بالمتلازمة، واستندت هذه الموافقة على تجربتين صغيرتين في المملكة المتحدة تضمنتا 17 مريضاً للأولى و20 مريضاً للثانية، أما في المملكة المتحدة فوافق المعهد الوطني للصحة وتفوق الرعاية على الدواء استناداً على خمسة أدلة بينها التجربتان اللتان وافقت إدارة الغذاء والدواء الأمريكية من خلالهما على الدواء.

### غسيل الكلى
يُحول المرضى الذين يعانون من متلازمة انحلال الدم اليوريمي اللانمطي –الذين لديهم داء الكلى– إلى غسيل الكلى مدى الحياة، ويعيش 34 – 38% من المرضى نحو خمس سنوات، بمعدل وفيات 14% بسبب الالتهابات، ويبقى هؤلاء المرضى أيضاً عرضةً لخطر المضاعفات الجهازية غير الكلوية المستمرة.

### زرع الكلى
يفشل زرع الكلى بشكل عام لأنه لا يعالج نشاط النظام المناعي المتمم الذي يؤدي إلى اعتلال الأوعية الدموية التخثري التدريجي، 90% من المرضى الذين خضعوا للزراعة عانوا من المرض في العضو المزروع، إضافةً إلى المضاعفات على الجهاز العصبي والهضمي والقلب والأوعية الدموية والوفاة بعد زراعة الكلى. في السنوات الأخيرة بدأت بعض مراكز زراعة الأعضاء بإعطاء دواء إكليزوماب للمرضى الذين يخضعون للزراعة، هذه الإستراتيجية كانت فعالة في منع تكرار التعرض لاعتلال الأوعية الدموية التخثري.

## التوقعات
التوقعات لا تبشر بالخير بالنسبة للمرضى الذين يعانون من متلازمة انحلال الدم اليوريمي اللانمطي، حيث ترتفع نسبة المرضى الذين يعانون من نتائج سلبية خلال العام الأول من المرض إلى 70% (مثل الحاجة إلى غسيل الكلى والتلف الكلوي الدائم والموت)، وهذا يتضمن الوفيات المفاجئة بغض النظر عن الحالة التطفرية، هذا المرض قد ينشأ في أي عمر، 40% من الحالات المسجلة كانت فوق سن 18، وأكبر عمر مسجل لحالة إصابة بالمرض كانت 83 سنة، معظم المرضى الذين يعانون من داء الكى يخضعون لغسيل الكى المزمن والذي يرتبط بأمراض أوسع وتوقعات أسوأ. أجريت محاولات للجمع بين زراعة الكلى والكبد عند مرضى aHUS ومع الخطورة العالية لهذا الإجراء يقترب معدل الوفيات فيه من 50%.
مرضى aHUS يكابدون التعب والمضاعفات الكلوية وارتفاع ضغط الدم وضعف الجهاز العصبي والضيق الهضمي والتخثر الوريدي وفي النهاية الموت. وتفيد التقارير أيضًا أن نقل تبادل البلازما PE / PI يرتبط بمخاطر كبيرة على السلامة كما أنه يسبب اضطراباً كبيراً في حياة المرضى بسبب متطلبات الوصول إلى الأوعية الدموية على نطاق واسع والإدارة المتكررة.

## علم الأوبئة
يمكن أن تكون هذه المتلازمة موروثة أو مكتسبة، ولا يبدو أنها تختلف حسب العرق أو الجنس أو المنطقة الجغرافية. وكما هو متوقع مع مرض نادر للغاية فإن البيانات الخاصة بانتشاره محدودة جداً. فقد وثقت 3.3 حالة لكل مليون بين الأطفال في السجل الأوروبي لمتلازمة انحلال الدم والتي تضم 167 مريضاً من الأطفال.

## المجتمع والثقافة

### التسمية
يشار إلى متلازمة انحلال الدم اليوريمي اللانمطي باسم متلازمة انحلال الدم البوليمائية سلبية الإسهال أيضاً (D− HUS).

### اتجاهات البحث
تساعد مجموعات الدفاع عن المرضى في تحديد أولويات البحث.